# Попадя
Попадя́ — гірська вершина в Українських Карпатах, у масиві Горгани. Розташована на вододілі верхів'їв річок Лімниці та Тересви, на межі Рожнятівського району Івано-Франківської області та Тячівського району Закарпатської області. Північні схили гори лежать у межах природоохоронної території — Ландшафтного заказника Грофа, південні — у межах Брадульського заказника. Висота Попаді 1740 м. Поширені кам'яні осипища. На схилах — ялинові та буково-ялинові ліси, в привершинній частині — чагарникове криволісся (жереп).
На горі збереглися прикордонні стовпці, що позначали лінію кордону між Польщею та Чехословаччиною, яка проходила тут до 1939 року.
На північний захід від Попаді розташована гора Мала Попадя (1597 м), на північ — Паренки (1735 м), трохи далі й правіше — Грофа (1748 м), на схід — Студенець (1600 м) і за ним Велика Сивуля (1836 м).
Найближчий населений пункт: село Осмолода.
На північному сході від вершини бере початок струмок  Кончовський.

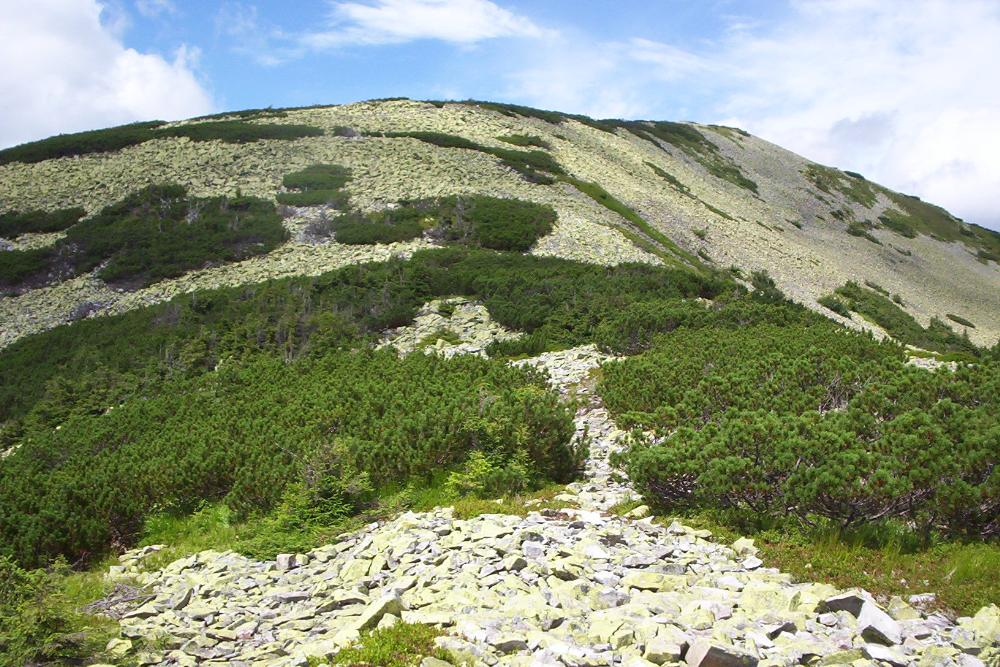
Попадя
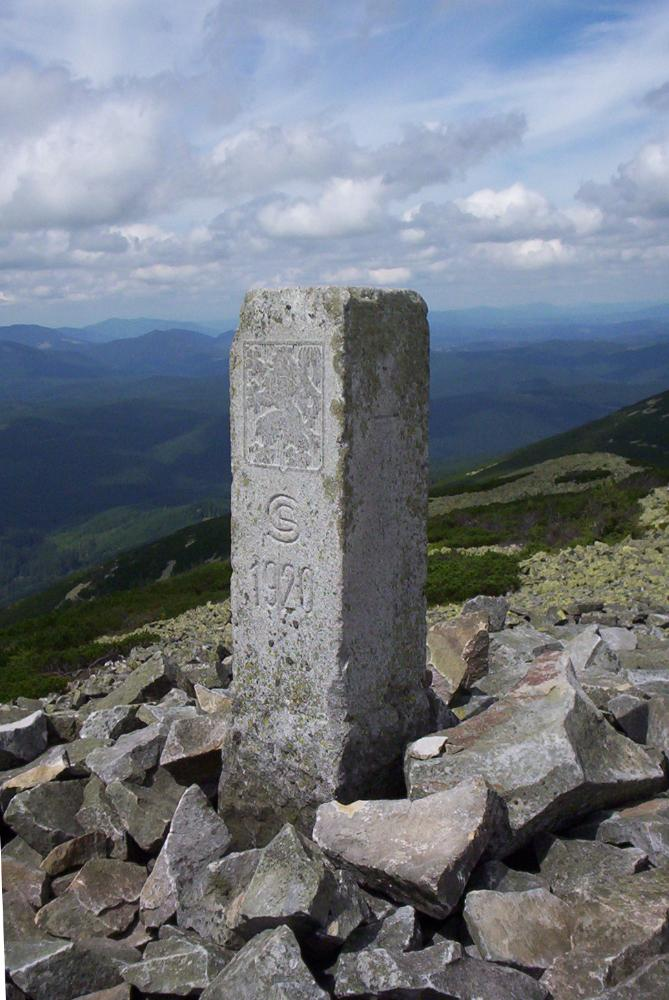
Кордонний стовпець на міжвоєнному польсько-чехословацькому кордоні
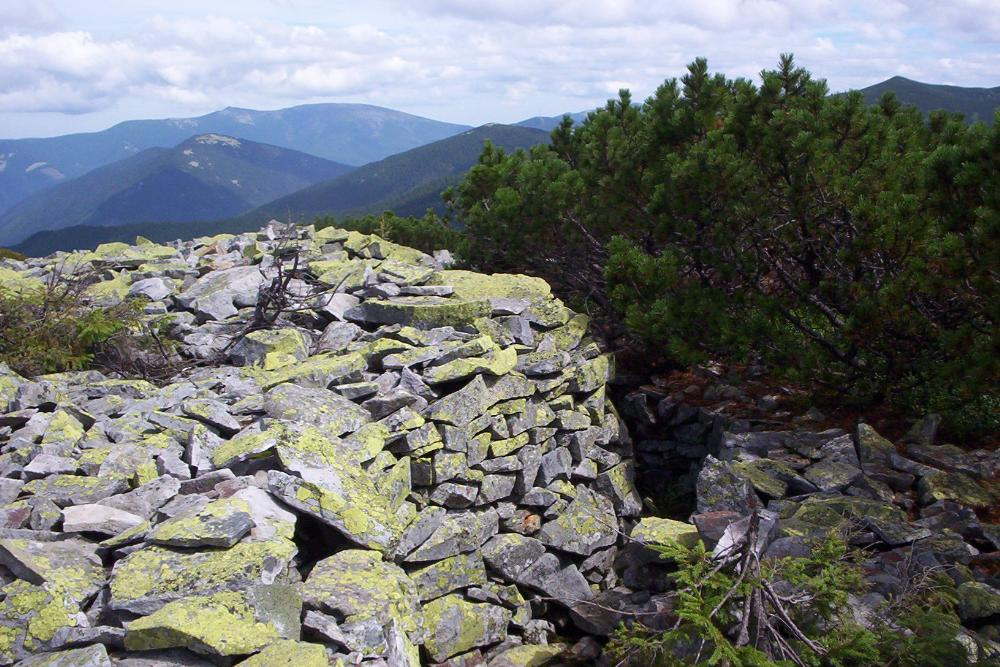
Окопи на Попаді (з Першої світової війни)
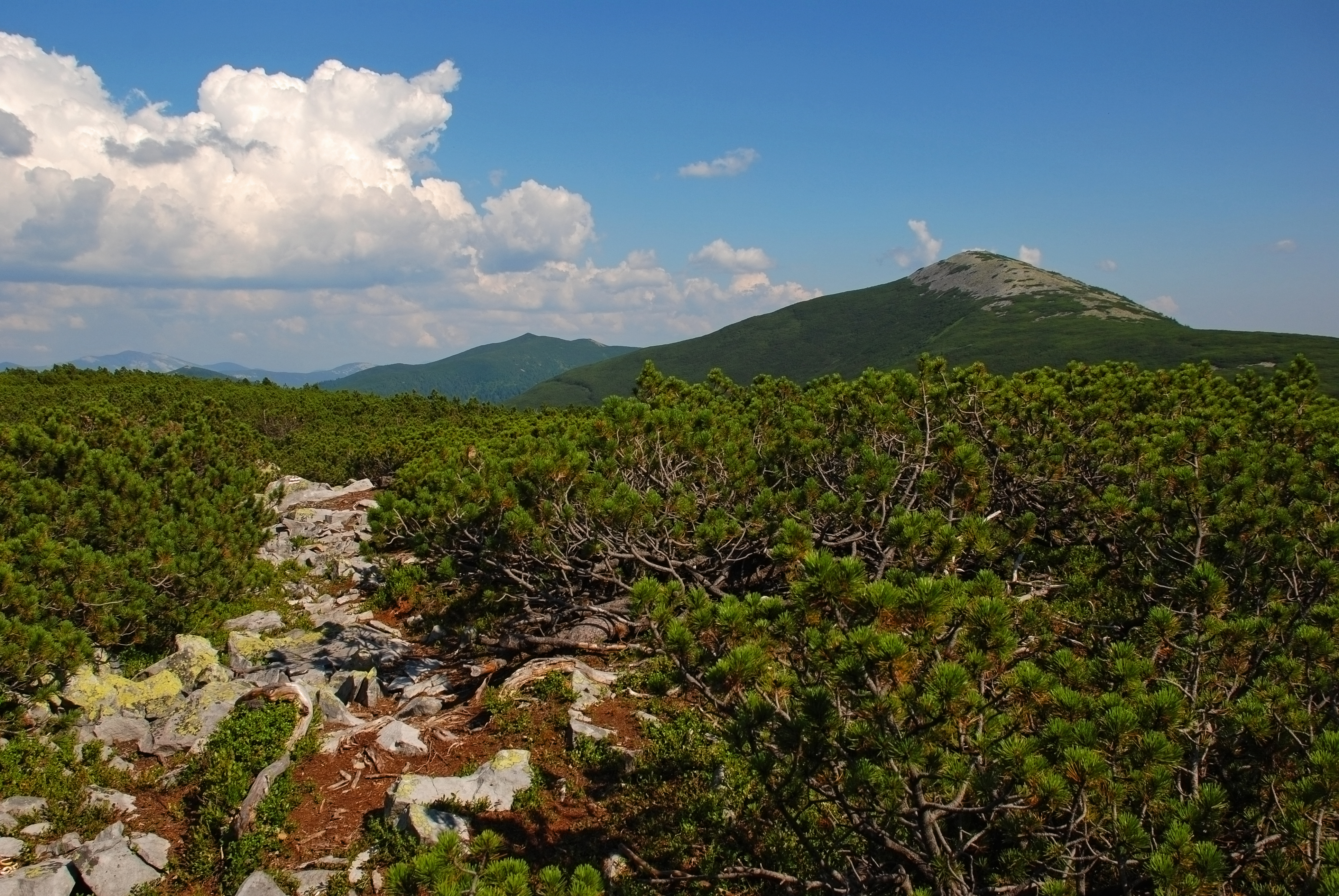
Вид на Попадю з Малої Попаді